# Okręg wyborczy nr 36 do Sejmu Rzeczypospolitej Polskiej (1993–2001)
Okręg wyborczy nr 36 do Sejmu Rzeczypospolitej Polskiej (1993–2001) obejmował województwo przemyskie. W ówczesnym kształcie został utworzony w 1993. Wybieranych było w nim 4 posłów w systemie proporcjonalnym.
Siedzibą okręgowej komisji wyborczej był Przemyśl.

## Wyniki wyborów
| Podział 4 mandatów: SLD: 1 PSL: 3 |

| Podział 4 mandatów: SLD: 1 AWS: 3 |

## Reprezentanci okręgu
| Sejm | Rok  | Poseł KW                                  | Poseł KW                                  | Poseł KW                                  | Poseł KW                                  | Poseł KW                                  | Poseł KW                                  | Poseł KW                                  | Poseł KW                                  |
| ---- | ---- | ----------------------------------------- | ----------------------------------------- | ----------------------------------------- | ----------------------------------------- | ----------------------------------------- | ----------------------------------------- | ----------------------------------------- | ----------------------------------------- |
| II   | 1993 |                                           | Z. Mierzwa PSL                            |                                           | J. Michalik PSL                           |                                           | M. Kasprzak PSL                           |                                           | K. Nycz SLD                               |
| III  | 1997 |                                           | K. Kłak AWS                               |                                           | A. Łoziński AWS                           |                                           | A. Zapałowski AWS                         |                                           | K. Nycz SLD                               |
| IV   | 2001 | okręg zniesiony – patrz okręgi nr 22 i 23 | okręg zniesiony – patrz okręgi nr 22 i 23 | okręg zniesiony – patrz okręgi nr 22 i 23 | okręg zniesiony – patrz okręgi nr 22 i 23 | okręg zniesiony – patrz okręgi nr 22 i 23 | okręg zniesiony – patrz okręgi nr 22 i 23 | okręg zniesiony – patrz okręgi nr 22 i 23 | okręg zniesiony – patrz okręgi nr 22 i 23 |

### Wybory parlamentarne 1993
| Komitet wyborczy                                      | Komitet wyborczy                                     | Głosów | %     | Mandaty | Wybrani posłowie                                      |
| ----------------------------------------------------- | ---------------------------------------------------- | ------ | ----- | ------- | ----------------------------------------------------- |
|                                                       | Polskie Stronnictwo Ludowe                           | 42 773 | 29,18 | 3       | Zbigniew Mierzwa, Józef Michalik, Mieczysław Kasprzak |
|                                                       | Sojusz Lewicy Demokratycznej                         | 18 951 | 12,93 | 1       | Kazimierz Nycz                                        |
|                                                       | Katolicki Komitet Wyborczy „Ojczyzna”                | 13 919 | 9,50  | –       |                                                       |
|                                                       | Unia Demokratyczna                                   | 12 321 | 8,41  | –       |                                                       |
|                                                       | Konfederacja Polski Niepodległej                     | 11 076 | 7,56  | –       |                                                       |
|                                                       | Niezależny Samorządny Związek Zawodowy „Solidarność” | 8268   | 5,64  | –       |                                                       |
|                                                       | Porozumienie Centrum                                 | 8138   | 5,55  | –       |                                                       |
|                                                       | Polskie Stronnictwo Ludowe – Porozumienie Ludowe     | 6521   | 4,45  | –       |                                                       |
|                                                       | Bezpartyjny Blok Wspierania Reform                   | 5464   | 3,73  | –       |                                                       |
|                                                       | Unia Pracy                                           | 4516   | 3,08  | –       |                                                       |
|                                                       | Samoobrona – Leppera                                 | 3677   | 2,51  | –       |                                                       |
|                                                       | Kongres Liberalno-Demokratyczny                      | 3027   | 2,07  | –       |                                                       |
|                                                       | Partia X                                             | 2905   | 1,98  | –       |                                                       |
|                                                       | Koalicja dla Rzeczypospolitej                        | 2857   | 1,95  | –       |                                                       |
|                                                       | Unia Polityki Realnej                                | 2169   | 1,48  | –       |                                                       |
| Frekwencja: 52,71% Źródło: Państwowa Komisja Wyborcza |                                                      |        |       |         |                                                       |

Poniższa tabela przedstawia podział mandatów dla komitetów wyborczych na podstawie uzyskanych głosów, a następnie obliczonych ilorazów wyborczych na podstawie metody D’Hondta.
| Podział mandatów dla komitetów wyborczych na podstawie metody D’Hondta | Podział mandatów dla komitetów wyborczych na podstawie metody D’Hondta | Podział mandatów dla komitetów wyborczych na podstawie metody D’Hondta | Podział mandatów dla komitetów wyborczych na podstawie metody D’Hondta | Podział mandatów dla komitetów wyborczych na podstawie metody D’Hondta | Podział mandatów dla komitetów wyborczych na podstawie metody D’Hondta | Podział mandatów dla komitetów wyborczych na podstawie metody D’Hondta | Podział mandatów dla komitetów wyborczych na podstawie metody D’Hondta | Podział mandatów dla komitetów wyborczych na podstawie metody D’Hondta |
| Komitet wyborczy                                                       | Komitet wyborczy                                                       | Liczba głosów                                                          | Iloraz wyborczy                                                        | Iloraz wyborczy                                                        | Iloraz wyborczy                                                        | Iloraz wyborczy                                                        | Mandaty                                                                | TP                                                                     |
| Komitet wyborczy                                                       | Komitet wyborczy                                                       | Liczba głosów                                                          | /1                                                                     | /2                                                                     | /3                                                                     | /4                                                                     | Mandaty                                                                | TP                                                                     |
| ---------------------------------------------------------------------- | ---------------------------------------------------------------------- | ---------------------------------------------------------------------- | ---------------------------------------------------------------------- | ---------------------------------------------------------------------- | ---------------------------------------------------------------------- | ---------------------------------------------------------------------- | ---------------------------------------------------------------------- | ---------------------------------------------------------------------- |
|                                                                        | Polskie Stronnictwo Ludowe                                             | 42 773                                                                 | 42 773                                                                 | 21 387                                                                 | 14 258                                                                 | 10 693                                                                 | 3                                                                      | 1,80                                                                   |
|                                                                        | Sojusz Lewicy Demokratycznej                                           | 18 951                                                                 | 18 951                                                                 | 9476                                                                   | 6317                                                                   | 4738                                                                   | 1                                                                      | 0,80                                                                   |
|                                                                        | Unia Demokratyczna                                                     | 12 321                                                                 | 12 321                                                                 | 6161                                                                   | 4107                                                                   | 3080                                                                   | 0                                                                      | 0,52                                                                   |
|                                                                        | Konfederacja Polski Niepodległej                                       | 11 076                                                                 | 11 076                                                                 | 5538                                                                   | 3692                                                                   | 2769                                                                   | 0                                                                      | 0,47                                                                   |
|                                                                        | Bezpartyjny Blok Wspierania Reform                                     | 5464                                                                   | 5464                                                                   | 2732                                                                   | 1821                                                                   | 1366                                                                   | 0                                                                      | 0,23                                                                   |
|                                                                        | Unia Pracy                                                             | 4516                                                                   | 4516                                                                   | 2258                                                                   | 1505                                                                   | 1129                                                                   | 0                                                                      | 0,19                                                                   |
| Ogółem                                                                 | Ogółem                                                                 | 95 101                                                                 | —                                                                      | —                                                                      | —                                                                      | —                                                                      | 4                                                                      | 4                                                                      |

### Wybory parlamentarne 1997
| Komitet wyborczy                                      | Komitet wyborczy                          | Głosów | %     | Mandaty | Wybrani posłowie                                  |
| ----------------------------------------------------- | ----------------------------------------- | ------ | ----- | ------- | ------------------------------------------------- |
|                                                       | Akcja Wyborcza Solidarność                | 68 265 | 43,78 | 3       | Krzysztof Kłak, Adam Łoziński, Andrzej Zapałowski |
|                                                       | Sojusz Lewicy Demokratycznej              | 24 084 | 15,44 | 1       | Kazimierz Nycz                                    |
|                                                       | Polskie Stronnictwo Ludowe                | 21 277 | 13,64 | –       |                                                   |
|                                                       | Unia Wolności                             | 12 238 | 7,85  | –       |                                                   |
|                                                       | Ruch Odbudowy Polski                      | 8003   | 5,13  | –       |                                                   |
|                                                       | Unia Pracy                                | 4215   | 2,70  | –       |                                                   |
|                                                       | Blok dla Polski                           | 3835   | 2,46  | –       |                                                   |
|                                                       | Krajowa Partia Emerytów i Rencistów       | 3744   | 2,40  | –       |                                                   |
|                                                       | Krajowe Porozumienie Emerytów i Rencistów | 2202   | 1,41  | –       |                                                   |
|                                                       | Unia Prawicy Rzeczypospolitej             | 1450   | 0,93  | –       |                                                   |
| Frekwencja: 52,15% Źródło: Państwowa Komisja Wyborcza |                                           |        |       |         |                                                   |

Poniższa tabela przedstawia podział mandatów dla komitetów wyborczych na podstawie uzyskanych głosów, a następnie obliczonych ilorazów wyborczych na podstawie metody D’Hondta.
| Podział mandatów dla komitetów wyborczych na podstawie metody D’Hondta | Podział mandatów dla komitetów wyborczych na podstawie metody D’Hondta | Podział mandatów dla komitetów wyborczych na podstawie metody D’Hondta | Podział mandatów dla komitetów wyborczych na podstawie metody D’Hondta | Podział mandatów dla komitetów wyborczych na podstawie metody D’Hondta | Podział mandatów dla komitetów wyborczych na podstawie metody D’Hondta | Podział mandatów dla komitetów wyborczych na podstawie metody D’Hondta | Podział mandatów dla komitetów wyborczych na podstawie metody D’Hondta | Podział mandatów dla komitetów wyborczych na podstawie metody D’Hondta |
| Komitet wyborczy                                                       | Komitet wyborczy                                                       | Liczba głosów                                                          | Iloraz wyborczy                                                        | Iloraz wyborczy                                                        | Iloraz wyborczy                                                        | Iloraz wyborczy                                                        | Mandaty                                                                | TP                                                                     |
| Komitet wyborczy                                                       | Komitet wyborczy                                                       | Liczba głosów                                                          | /1                                                                     | /2                                                                     | /3                                                                     | /4                                                                     | Mandaty                                                                | TP                                                                     |
| ---------------------------------------------------------------------- | ---------------------------------------------------------------------- | ---------------------------------------------------------------------- | ---------------------------------------------------------------------- | ---------------------------------------------------------------------- | ---------------------------------------------------------------------- | ---------------------------------------------------------------------- | ---------------------------------------------------------------------- | ---------------------------------------------------------------------- |
|                                                                        | Akcja Wyborcza Solidarność                                             | 68 265                                                                 | 68 265                                                                 | 34 133                                                                 | 22 755                                                                 | 17 066                                                                 | 3                                                                      | 2,04                                                                   |
|                                                                        | Sojusz Lewicy Demokratycznej                                           | 24 084                                                                 | 24 084                                                                 | 12 042                                                                 | 8028                                                                   | 6021                                                                   | 1                                                                      | 0,74                                                                   |
|                                                                        | Polskie Stronnictwo Ludowe                                             | 21 277                                                                 | 21 277                                                                 | 10 639                                                                 | 7092                                                                   | 5319                                                                   | 0                                                                      | 0,64                                                                   |
|                                                                        | Unia Wolności                                                          | 12 238                                                                 | 12 238                                                                 | 6119                                                                   | 4079                                                                   | 3060                                                                   | 0                                                                      | 0,37                                                                   |
|                                                                        | Ruch Odbudowy Polski                                                   | 8003                                                                   | 8003                                                                   | 4002                                                                   | 2668                                                                   | 2001                                                                   | 0                                                                      | 0,24                                                                   |
| Ogółem                                                                 | Ogółem                                                                 | 133 867                                                                | —                                                                      | —                                                                      | —                                                                      | —                                                                      | 4                                                                      | 4                                                                      |